# پیخاب

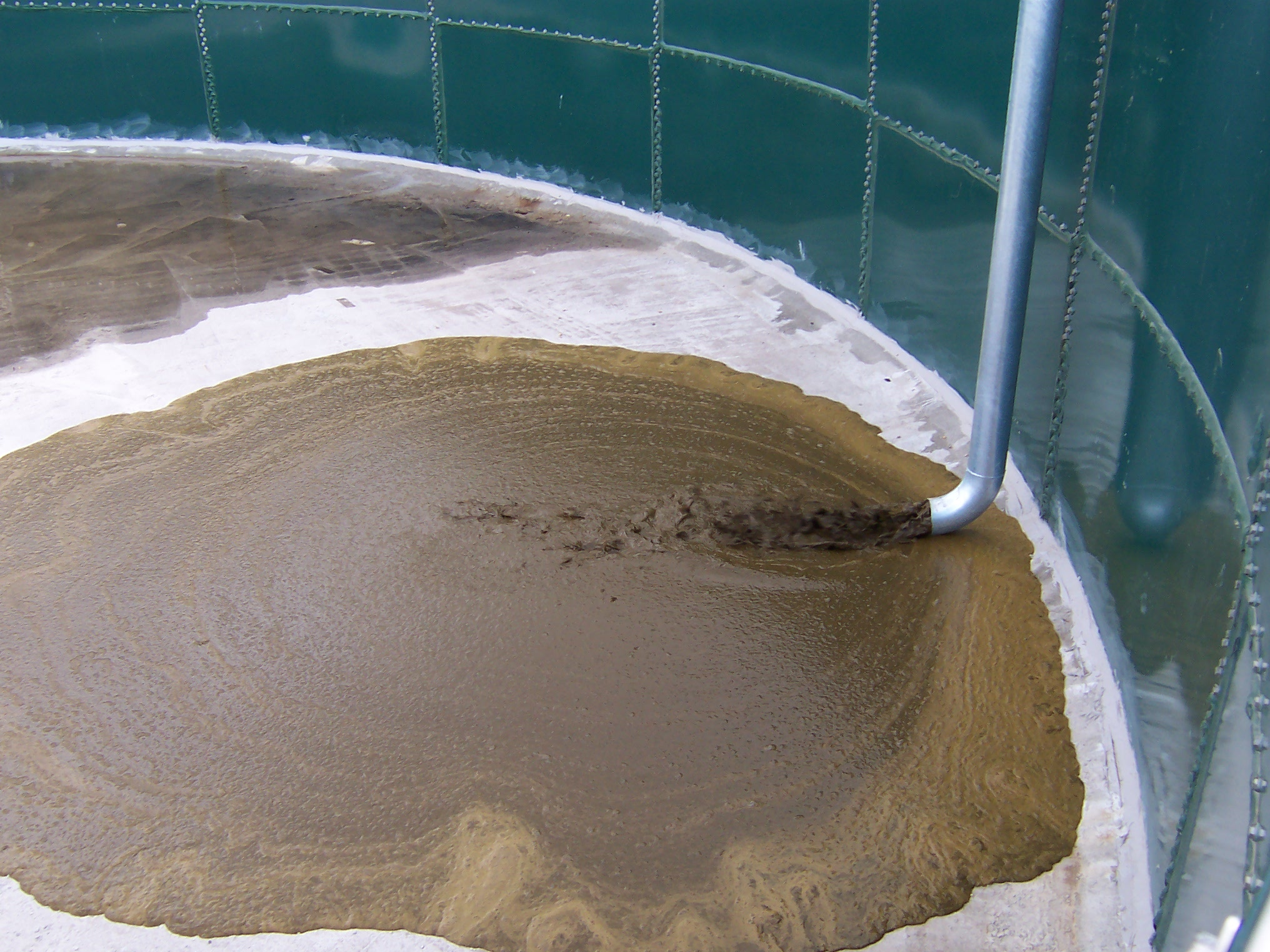
ورود پیخاب تازه به سیلوی روباز (پیخچال)

پیخاب (به فرانسوی: Lisier) در صنعت مرغداری، دامداری و دامپروری، فاضلاب حاصله و ترکیبی از مدفوع (پیخال، پهن)، ادرار و سایر مواد دفعی، زایدات حاصل از محل استراحت جانوران، آب ناشی از شستشوی ظروف و کف محل نگهداری، آب بکار رفته در خنک کردن دام‌ها، زایدات ناشی از تغذیه دام‌ها و سایر آلاینده‌های تولیدی توسط دام‌ها می‌باشد که عنصر مایع غالب است. پیخاب در مخازن زمینی (پیخچال) یا تانک‌های فلزی نگهداری و پس از فرآوری جهت زیست‌گاز یا به عنوان کود کشاورزی در باروری خاک قبل از کشت یا محلول پاشی بر گیاهان استفاده می‌شود.

## برآورد
خصوصیات کمی و کیفی پیخاب دامپروری از یک مزرعه به مزرعه دیگر به میزان قابل توجهی متفاوت است. این خصوصیات به نوع جانور، سن، جیره غذایی و سیستم پرورش دام بستگی دارد. برای مدیریت بهتر منابع تولید کود و پساب، ابتدا باید میزان تولید هر کدام را پیش‌بینی و محاسبه کرد تا ظرفیت مخازن و ماشین‌آلات موردنیاز متناسب با میزان تولید طراحی شود. محاسبه میزان تولید کود سالانه، در دامداری‌ها بهتر است. این کار بر اساس عواملی مانند نوع جانور، وزن آن و میزان تولید شیر انجام می‌شود. کود ناشی از جانوران بالغ نسبت به جانوران جوان‌تر از لحاظ بیولوژیکی پایدار نیست. هر چقدر یک جانور بزرگتر باشد، مقدار کود تولیدی آن بیشتر است. مقدار کود تولیدی روزانه حدود ۸٪ وزن حیوان تخمین زده می‌شود. رژیم غذایی، ویژگی‌های پیخاب تولیدی را تحت تأثیر قرار می‌دهد. قابلیت تجزیه پذیری، پروتئین و فیبر موجود در رژیم غذایی از عوامل مهمی محسوب می‌گردند. برای مثال گاوهایی که رژیم غذایی کنسانتره، دریافت می‌کنند نسبت به آنهایی که رژیم غذایی حجیم و با کیفیت پایین دریافت می‌کنند کود کمتری تولید می‌کنند.

## فرآوری
به‌طور کلی برای بهره‌برداری از پیخاب از پنج نظام مدیریتی استفاده می‌شود: نخست، جمع‌آوری و توزیع روزانه. دوم جمع‌آوری و متراکم‌سازی کود در مخزن‌هایی که در آن تا حد امکان تجزیه، قبل از توزیع فراهم شود. سوم، ذخیره و فرآوری در استخرهای مجهز به تهویه (پیخچال) که امکان اکسایش مواد آلی در آنها فراهم است یا اکسیژن با کود مایع در آنجا مخلوط می‌شود. چهارم، ذخیره و فرآوری به‌صورت مایع بی‌هوازی در مخازن عمیق که در آن به کود اجازه داده می‌شود تا در نبود اکسیژن تخمیر شود و پنجم، ترکیبی از روش مصرف همزمان، ذخیره‌سازی به‌صورت مایع و انتقال مازاد به فاز تصفیه و بازچرخانی.
پیخچال و فاضلاب حاصل‌شده در مرغداری و دامداری‌ها حاوی مقادیر قابل توجهی عامل بیماری‌زا از قبیل باکتری‌های مضر، ویروس‌ها، تک یاخته‌ها و انگل‌ها است. تصفیه بیولوژیکی یکی از متداول‌ترین فرایندهای به‌کاررفته در تصفیه است. اهداف تصفیه شامل تثبیت پیخاب، تجزیه مواد، کاهش بوهای نامطبوع و بازیافت انرژی (متان) می‌باشد.
موثرترین راه فرآوری پیخاب استفاده از ریزاندامگان کارآ (میکروارگانیسم‌های مؤثر) موجود در محلول بیولوژیکی «ای ام» است. با افزوده شدن میکروارگانیسم‌های مفید به پیخاب؛ فراینده تجزیه بیولوژیکی، غنی سازی و تنظیم BOD و COD به مراتب تسریع شده و شاهد کاهش چشمگیر بوهای نامطبوع حاصل از فرار گازها خواهیم بود. نتایج محصول به مقدار زیادی به زمان ماند پیخاب بستگی دارد.

## استفاده از پیخاب در مزارع

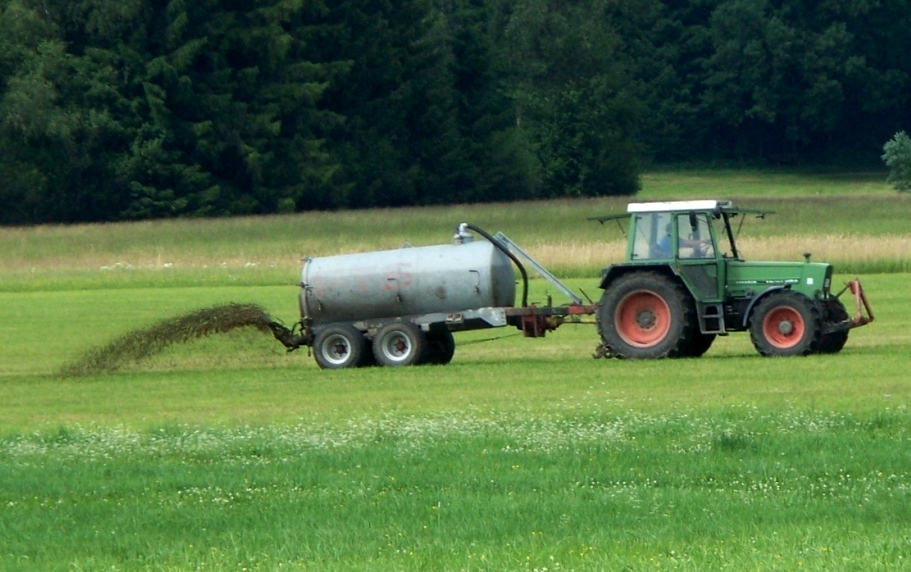
محلول پاشی پیخاب بر روی گیاهان در زمین‌های کشاورزی.

استفاده از کودهای شیمیایی یکی از روش‌های تأمین نیاز غذایی گیاهان است، اما امروز با شرایط تحریم و گرانی کودهای شیمیایی و درک زیان‌های آنها و مسائل زیست‌محیطی ناشی از مصرف نامناسب این مواد، گرایش به استفاده از کودهای آلی افزایش یافته‌است؛ بنابراین کاربرد تلفیقی کودهای شیمیایی و منابع آلی، وابستگی تولید به کودهای شیمیایی را کم خواهد کرد.
مصرف روزافزون کودهای شیمیایی، عدم بازگشت بقایای گیاهی به خاک و سوزاندن این بقایا باعث شده‌است که سالانه به میزان قابل‌توجهی مواد آلی از خاک‌ها کاسته شود. هر چند استفاده از کودهای معدنی به ظاهر سریع‌ترین و مطمئن‌ترین راه برای افزایش حاصلخیزی خاک به‌شمار می‌رود، اما هزینه‌های بالای مصرف، آلودگی و تخریب محیط‌زیست و خاک، موارد قابل‌تامل و شاید نگران‌کننده‌ای هستند؛ بنابراین استفاده کامل از منابع غذایی آلی و تجدیدپذیر موجود در کنار استفاده بهینه از مواد معدنی نقش مهم‌تری در حفظ باروری، ساختار و فعالیت حیاتی خاک ایفا می‌کند.
با این حال به یک‌باره نمی‌توان کودهای شیمیایی را از بوم نظام‌های زراعی حذف کرد. این شیوه استفاده از مواد تجدیدپذیر و طبیعی با منشأ آلی در کنار استفاده بهینه از کودهای شیمیایی در حفظ باروری ساختمان خاک، فعالیت بیولوژیک، ظرفیت تبادل کاتیونی، ظرفیت نگهداری آب و در نهایت اصلاح ساختار فیزیکی و شیمیایی خاک اهمیت زیادی دارد. با توجه به کمبود ماده آلی در بیشتر اراضی کشاورزی مناطق مرکزی کشور، برگرداندن بقایای دامی به خاک دارای اهمیت زیادی می‌باشد. از اینرو با توجه به میزان چشمگیر مواد مغذی و آلی در پیخاب بهتر است تا جای ممکن از آن در زمین‌های کشاورزی استفاده شود.
استفاده از پیخاب به عنوان کود زیستی (ارگانیک) در کشاورزی می‌تواند باعث کاهش یا عدم مصرف کودهای شیمیایی، افزایش مواد آلی خاک و پایداری تولید در مزرعه شود. در فرایند ذخیره‌سازی بسته به عمق مخازن یا لاگون‌های ذخیره ممکن است واکنش بی‌هوازی رخ دهد. شروع واکنش بی‌هوازی باعث تسهیل مراحل بعدی تصفیه می‌شود. همچنین برای ذخیره‌سازی پیخاب، لازم است محل ذخیره‌سازی به شکلی طراحی شود که امکان نشست آب به زمین وجود نداشته باشد.
سه ماده مغذی اصلی: نیتروژن، فسفر و پتاسیم مهم‌ترین ترکیبات موجود در کودهای حیوانی هستند. این ترکیبات اثرات زیست‌محیطی بزرگی بر رودخانه‌ها و سایر منابع آب دارند. اگر تخلیه فاضلاب و پساب‌ها به محیط به‌عنوان یک منبع آلاینده فرض شود، برنامه‌ریزی برای بهره‌برداری از آنها یکی از موضوع‌های مرتبط با اصل پنجاهم قانون‌اساسی به‌شمار می‌رود.